# Letten

Vlag van Letland

De Letten (Lets: latvieši) zijn een Baltisch volk. Het grootste deel van de Letten woont in Letland (ca. 1,2 miljoen, of: ongeveer 62% van de Letse bevolking).

## Geschiedenis
Historisch zijn de Letten ontstaan uit de Letgallen (Letti) onder assimilatie van de eveneens Oost-Baltische Selen en Semgallen en de West-Baltische Koeren.

## Taal
De Letten spreken de Letse taal, een Oost-Baltische taal nauw verwant aan het Litouws. Vooral Letten die tijdens de Sovjet-tijd onderwijs hebben genoten spreken het Russisch als tweede taal.

## Religie
De belangrijkste godsdiensten zijn het Lutheranisme, het Rooms-Katholicisme en de Oosters-Orthodoxe Kerk.